# Helmut Nowak
Helmut Karol Nowak (ur. 20 stycznia 1938 w Szombierkach, zm. 23 lutego 2020 w Bytomiu) – polski piłkarz występujący na pozycji lewoskrzydłowego napastnika i obrońcy, zawodnik Szombierek Bytom i Legii Warszawa, reprezentant Polski.

## Kariera klubowa
Był wychowankiem Górnika Bytom-Szombierki, którego reprezentował w latach 1950–1958 (klub w 1957 zmienił nazwę na Szombierki Bytom). Pod koniec tego okresu występował w drużynie seniorskiej, biorącej udział w rozgrywkach II ligi. W 1959 przeniósł się do Legii Warszawa, której członkiem był do jesieni 1962. W jej barwach rozegrał 74 spotkania ligowe, jeden mecz Pucharu Polski, a także dwa spotkania Pucharu Europy. Zdobył w tych występach czternaście bramek, z czego dwanaście w lidze oraz po jednym w Pucharze Polski i Pucharze Europy. Z wojskowym klubem zdobył dwa medale mistrzostw Polski: srebrny w 1960 i brązowy w 1961. Na boisku słynął z ambicji i waleczności.
Na początku 1963 powrócił do macierzystych Szombierek i przyczynił się do wiosennego awansu tego zespołu do ekstraklasy. W barwach zielonych zagrał w najwyższej lidze 222 razy i strzelił czternaście goli. Najbardziej udany był sezon 1964/65, gdy uzyskał siedem trafień, a Szombierki sięgnęły po wicemistrzostwo Polski. Zapamiętano kwietniowy mecz bytomian z Legią, wygrany 5:4, choć jeszcze sześć minut przed końcem gospodarze przegrywali 2:4. Nowak strzelił w tym meczu dwa gole, w tym rozstrzygającego rywalizację w przedostatniej minucie. Jego zespół kilkukrotnie brał też udział w rozgrywkach Pucharu Intertoto.
Karierę zakończył w 1972, po spadku Szombierek do II ligi.

## Kariera międzynarodowa
Nowak w latach 1956–1957 dwukrotnie wystąpił w reprezentacji Polski, oba te towarzyskie spotkania rozegrano wówczas z Bułgarią. Podróżując na drugi mecz w Sofii kadra z Nowakiem w składzie wystąpiła w Barcelonie jako reprezentacja Warszawy w spotkaniu inaugurującym nowy stadion Camp Nou. Gospodarze z FC Barcelona zwyciężyli w tym towarzyskim wydarzeniu 4:2.

## Życie prywatne
Nosił pseudonim Unra. Z zawodu był ślusarzem i ratownikiem górniczym, skończył też kurs mechanika aparatowego. Po zakończeniu kariery sportowca proponowano mu pracę trenerską, ale nie był nią zainteresowany. Zatrudniono go zatem w dziale wentylacji kopalni Szombierki. Pracował tam dwanaście lat, przeszedł na emeryturę w 1985.
Zmarł w wieku 82 lat. Został pochowany na cmentarzu przy kościele św. Małgorzaty w Bytomiu.

## Statystyki

### Klubowe
| Klub               | Sezon              | Liga               | Liga  | Liga   | Puchar | Puchar | Europa | Europa | Inne  | Inne   | Suma  | Suma   |
| Klub               | Sezon              | Liga               | Mecze | Bramki | Mecze  | Bramki | Mecze  | Bramki | Mecze | Bramki | Mecze | Bramki |
| ------------------ | ------------------ | ------------------ | ----- | ------ | ------ | ------ | ------ | ------ | ----- | ------ | ----- | ------ |
| Szombierki Bytom   | 1956               | II liga            |       |        |        | 0      | —      | —      | —     | —      |       |        |
| Szombierki Bytom   | 1957               | II liga            |       |        |        | 0      | —      | —      | —     | —      |       |        |
| Szombierki Bytom   | 1958               | II liga            |       |        | —      | —      | —      | —      | —     | —      |       |        |
| Szombierki Bytom   | Ogólnie            | Ogólnie            |       |        |        | 0      | —      | —      | —     | —      |       |        |
| Legia Warszawa     | 1959               | I liga             | 20    | 1      | —      | —      | —      | —      | —     | —      | 20    | 1      |
| Legia Warszawa     | 1960               | I liga             | 18    | 2      | —      | —      | 2      | 1      | —     | —      | 20    | 3      |
| Legia Warszawa     | 1961               | I liga             | 23    | 7      | —      | —      | —      | —      | —     | —      | 23    | 7      |
| Legia Warszawa     | 1962               | I liga             | 11    | 1      | 1      | 1      | —      | —      | —     | —      | 13    | 2      |
| Legia Warszawa     | 1962/1963          | I liga             | 2     | 1      | 0      | 0      | —      | —      | —     | —      | 2     | 1      |
| Legia Warszawa     | Ogólnie            | Ogólnie            | 74    | 12     | 1      | 1      | 2      | 1      | —     | —      | 77    | 14     |
| Szombierki Bytom   | 1962/1963          | II liga            |       |        |        | 0      | —      | —      | —     | —      |       |        |
| Szombierki Bytom   | 1963/1964          | I liga             | 25    | 3      |        | 0      | —      | —      | —     | —      | 25    | 3      |
| Szombierki Bytom   | 1964/1965          | I liga             | 26    | 7      |        | 0      | —      | —      |       |        | 26    | 7      |
| Szombierki Bytom   | 1965/1966          | I liga             | 21    | 2      |        | 0      | —      | —      |       |        | 21    | 2      |
| Szombierki Bytom   | 1966/1967          | I liga             | 25    | 0      |        | 0      | —      | —      |       |        | 25    | 0      |
| Szombierki Bytom   | 1967/1968          | I liga             | 26    | 0      |        | 0      | —      | —      | —     | —      | 26    | 0      |
| Szombierki Bytom   | 1968/1969          | I liga             | 24    | 1      |        | 0      | —      | —      |       |        | 24    | 1      |
| Szombierki Bytom   | 1969/1970          | I liga             | 26    | 0      |        | 0      | —      | —      |       |        | 26    | 0      |
| Szombierki Bytom   | 1970/1971          | I liga             | 23    | 1      |        | 0      | —      | —      | —     | —      | 23    | 1      |
| Szombierki Bytom   | 1971/1972          | I liga             | 25    | 0      |        | 0      | —      | —      |       |        | 25    | 0      |
| Szombierki Bytom   | Ogólnie            | Ogólnie            | 222   | 14     |        | 0      | —      | —      |       |        | 222   | 14     |
| Ogólnie w karierze | Ogólnie w karierze | Ogólnie w karierze | 296   | 26     |        | 1      | 2      | 1      |       |        | 299   | 28     |

### Międzynarodowe
| Polska  | Polska | Polska |
| Rok     | Mecze  | Gole   |
| ------- | ------ | ------ |
| 1956    | 1      | 0      |
| 1957    | 1      | 0      |
| Ogólnie | 2      | 0      |

## Sukcesy
Legia Warszawa
- I liga Wicemistrzostwo: 1960
- I liga Trzecie miejsce: 1961

Szombierki Bytom
- I liga Wicemistrzostwo: 1964/65
- II liga Mistrzostwo i awans do I ligi: 1962/63
- Puchar Intertoto Zwycięstwo[g]: 1969